# Цитрат магнію

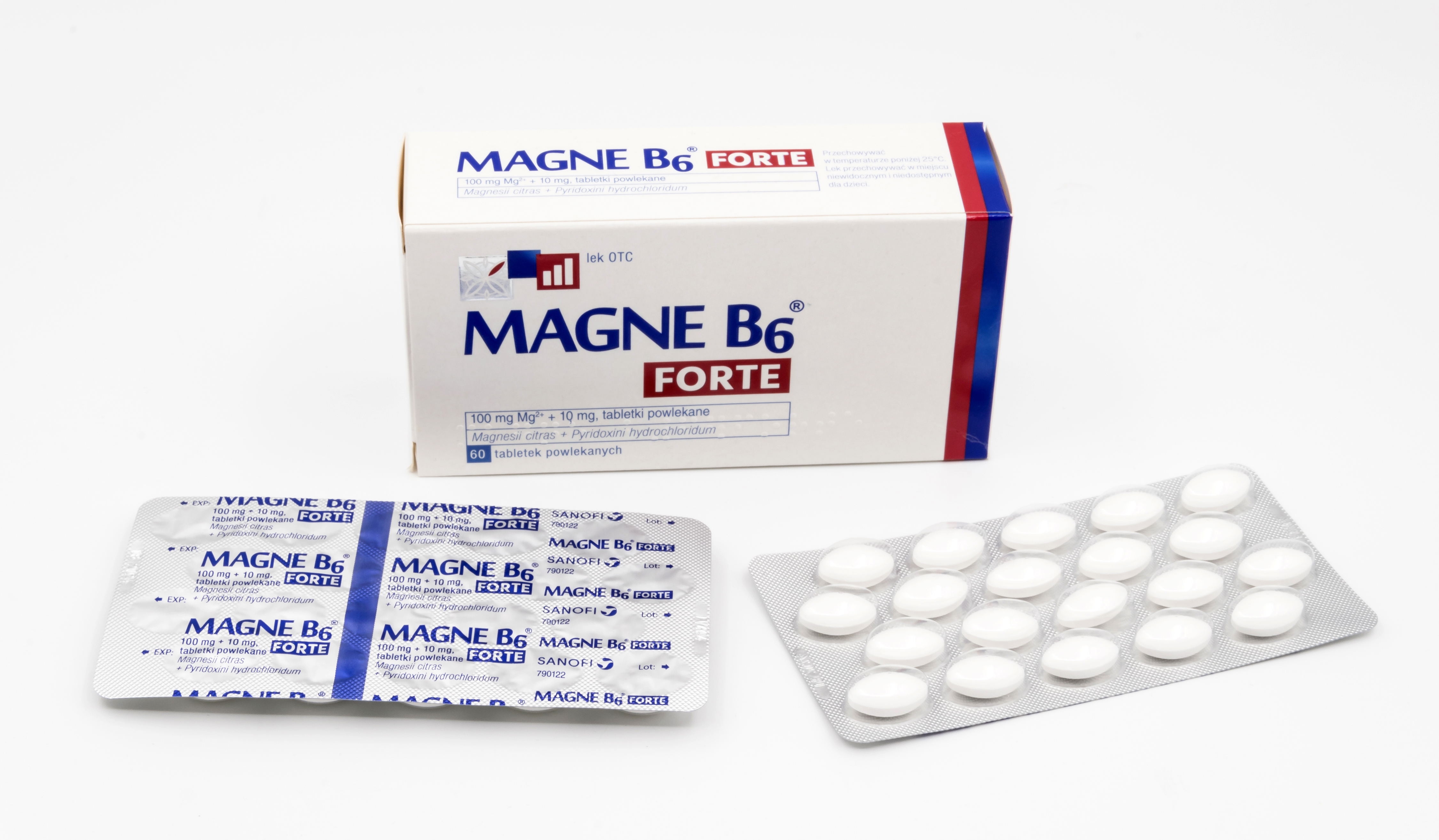
Магнію цитрат безводний

Цитрат магнію — препарат магнію у вигляді солі з лимонною кислотою у співвідношенні 1:1 (1 атом магнію на молекулу цитрату). Він містить 11,23 % магнію за масою. Існує екзотермічне виділення тепла, при додаванні води, що «найбільш неприємно, якщо приймати перорально».
Назва «цитрат магнію» неоднозначна і іноді може стосуватися інших солей, таких як дицитрат тримагнію, який має співвідношення магній: цитрат 3:2, або дицитрат мономагнію зі співвідношенням 1:2, або суміш двох чи трьох солей магнію і лимонної кислоти.
Цитрат магнію (sensu lato) використовується в медицині як сольове проносне і для повного спорожнення кишечника перед великою операцією або колоноскопією. Він відпускається без рецепта як у вигляді генерика, так і під різними торговими марками. Його також використовують у вигляді таблеток як магнієву дієтичну добавку .
Як харчова добавка, цитрат магнію використовується для регулювання кислотності та відомий як E номер E345.

## Механізм дії
Цитрат магнію діє, притягуючи воду через тканини за допомогою процесу, відомого як осмос . Потрапляючи в кишечник, він може залучити достатню кількість води в кишечник, щоб викликати дефекацію. Додаткова вода стимулює перистальтику кишечника. Це означає, що його також можна використовувати для лікування проблем прямої кишки та товстої кишки. Цитрат магнію найкраще функціонує ннатщесерце, і його завжди слід супроводжувати випитою повної (вісім унцій або 250 мл) склянкою води або соку, щоб допомогти протидіяти втраті води та сприяти засвоєнню. Розчини цитрату магнію зазвичай викликають випорожнення через півтори-три години.

## Застосування та дозування
За даними Національного інституту здоров'я (НІЗ) максимальна верхня межа толерантності магнію у формі добавок для дорослих становить 350 мг елементарного магнію на день. Крім того, за даними НІЗ, загальні дієтичні потреби в магнії з усіх джерел (іншими словами, їжі та добавок) становить 320—420 мг елементарного магнію в день, хоча немає межі для харчового магнію.

### Проносне
Цитрат магнію використовується як проносний засіб.
Як проносний сироп з концентрацією 1,745 г цитрату магнію на унцію рідини, типова доза для дорослих і дітей віком від дванадцяти років становить від 7 та 10 рідких унцій США (210 та 300 мл; 7,3 та 10,4 англ. рідка унція), а потім відразу з повними 8 рідких унцій США (240 мл; 8,3 англ. рідка унція) склянку води. Споживання дорослої дози 10 унція проносного сиропу (@ 1,745 г/унція) передбачає споживання 17,45 г цитрату магнію в одній 10 рідка унція США (300 мл; 10 англ. рідка унція) дози, що призводить до споживання приблизно 2,0 г елементарного магнію на разову дозу. Ця проносна доза містить у п'ять разів більше рекомендованої поживної дози для дітей. Цитрат магнію не рекомендується використовувати дітям і немовлятам віком до двох років.

### Лікуваннядефіциту магнію
Хоча це менш поширено, як добавку магнію іноді використовують цитратну форму, оскільки вважається, що вона більш біодоступна, ніж інші поширені форми таблеток, такі як оксид магнію .  Але, згідно з одним дослідженням, глюконат магнію виявився трохи більш біодоступним, ніж навіть цитрат магнію.
Цитрат калію і магнію, як добавка у формі таблеток, корисний для профілактики каменів у нирках .

## Побічні ефекти
Цитрат магнію, як правило, не є шкідливою речовиною, але слід бути обережним і проконсультуватися з медичним працівником, якщо підозрюються або виникають будь-які несприятливі проблеми зі здоров'ям. Надмірне передозування магнію може призвести до серйозних ускладнень, таких як уповільнене серцебиття, низький артеріальний тиск, нудота, сонливість тощо. Якщо передозування досить серйозне, воно може навіть призвести до коми або смерті. Однак помірна передозування виводиться через нирки, якщо у людини немає серйозних проблем з нирками. Ректальна кровотеча або відсутність дефекації після використання можуть бути ознаками серйозного захворювання.